# Paul Broadhurst

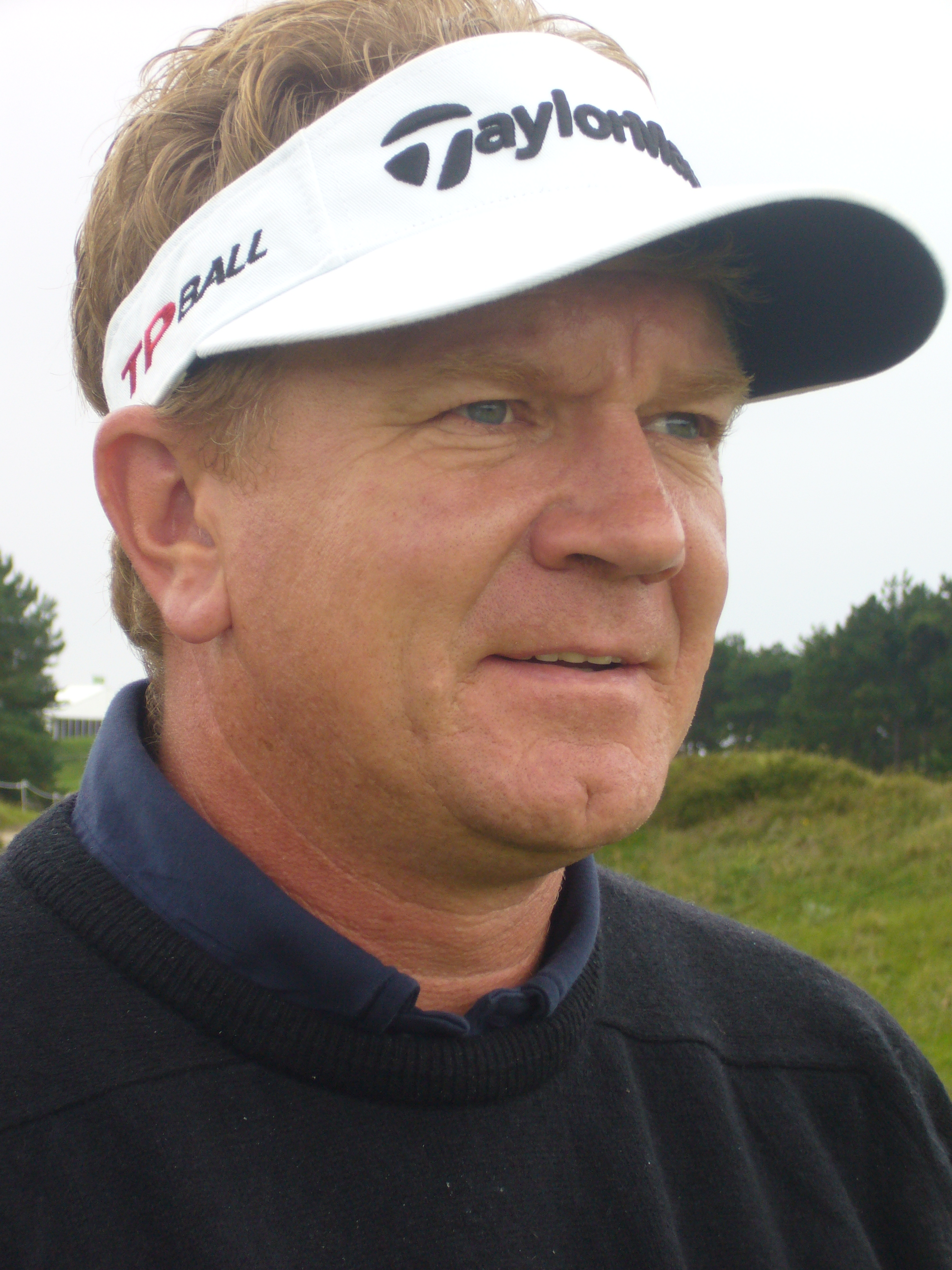
Op de Kennemer, 2008

Paul Broadhurst (Walsall, 14 augustus 1965) in een Engelse golfprofessional.

## Amateur
Broadhurst zat van 1985-1988 in de nationale selectie.

#### Teams
- St Andrews Trophy: 1988 (winnaars)

## Professional
Paul Broadhurst ging in 1988 naar de Tourschool en speelt sinds 1989 op de Europese Tour. Binnen een paar maanden won hij het Open in Cannes en kreeg aan het einde van het seizoen de Henry Cotton Rookie of the Year Award. Een jaar later maakte hij tijdens het Brits Open een ronde van 63 op St Andrews, waarmee hij het toernooirecord evenaarde, en eindigde daar op de 12de plaats. Dit eindresultaat evenaarde hij in 2007.
In 2000 kreeg hij een blessure aan zijn rechterhand, waardoor hij een tijd was uitgeschakeld. Hij verloor zijn spelerskaart en ging in 2001 terug naar de Tourschool. In 2005 won hij het Portugees Open.
In 2008 speelde hij zijn 500ste toernooi op de Europese Tour. Enkele weken later maakte hij een openingsronde van 67 bij de Madrid Masters, en evenaarde weer een baanrecord.
Hij heeft zes overwinningen op de Europese Tour behaald:

#### Gewonnen
Europese Tour:
- 1989: Credit Lyonnais Cannes Open
- 1991: European Pro-Celebrity
- 1993: Benson & Hedges International Open
- 1995: Peugeot Open de France
- 2005: Portugees Open
- 2006: Portugees Open incl. een ronde van 64, gelijk aan het baanrecord.

Elders:
- 1990: Motorola Classic

#### Teams
De Ryder Cup van 1991 is een van de hoogtepunten van zijn carrière. Hij wint met Ian Woosnam de fourball van Paul Azinger en Hale Irwin en de singles van Mark O’Meara.